# オニイグチモドキ
オニイグチモドキ（鬼猪口擬、学名: Strobilomyces confusus）は、イグチ科オニイグチ属の中型のキノコ（菌類）。食用キノコの一つ。

## 分布・生態
日本を含む東アジア、北アメリカに分布する。
菌根菌（共生性）。初夏から秋にかけて、里山のシイ・カシ林やコナラ・クヌギ林など、ブナ科の多い雑木林の地上に生える。

## 形態
子実体は傘と柄からなる。傘の径は3 - 10センチメートル (cm) 。はじめは半球形でのちに扁平に開く。傘表面は粘性がなく、白地に紫褐色から黒褐色の角状からトゲ状の鱗片で覆われ、細かくひび割れる。傘裏は管孔状で白色、のちに暗灰色から黒色に変わる。
柄は中実で、長さ5 - 13 cm。柄の表面は灰色から暗灰色で、上方に縦の網目が現れ、中程以下は細かい鱗片状から綿毛状に毛羽立つ。肉や管孔は傷つくと赤くなり、のちに黒変する。
担子胞子は大きさ9 - 11.5 × 8.5 - 11マイクロメートル (μm) の類球形、表面の隆起はイボ状またはトゲ状の突起と脈状からシワ状の隆起で覆われ、非アミロイド性。胞子紋は黒褐色。

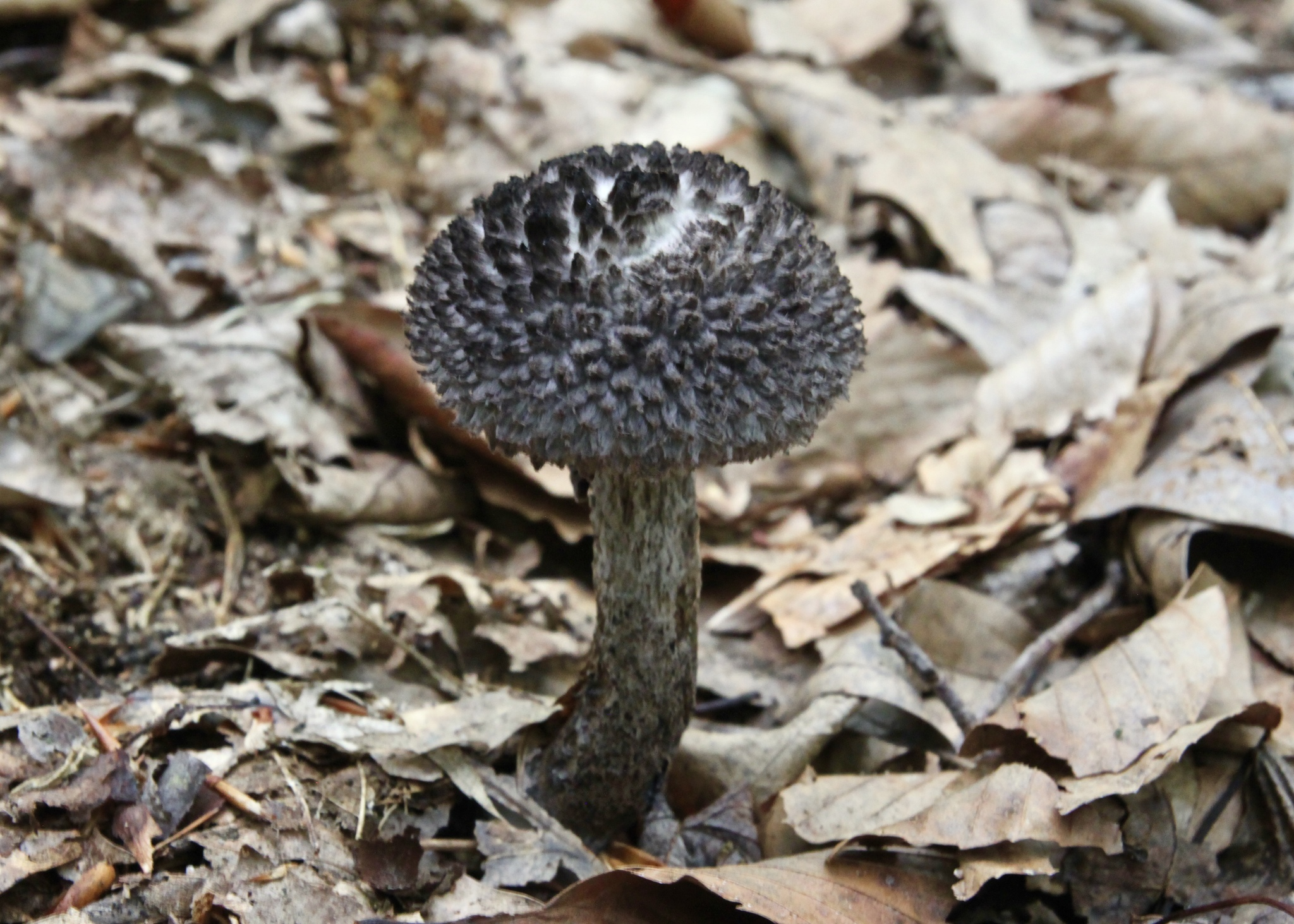
傘表は尖った黒褐色の鱗片に被われ、細かくひび割れる
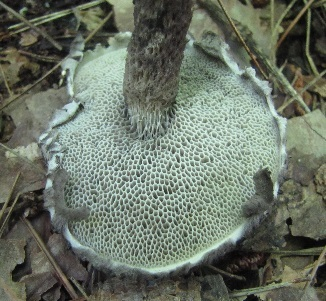
傘裏は管孔状
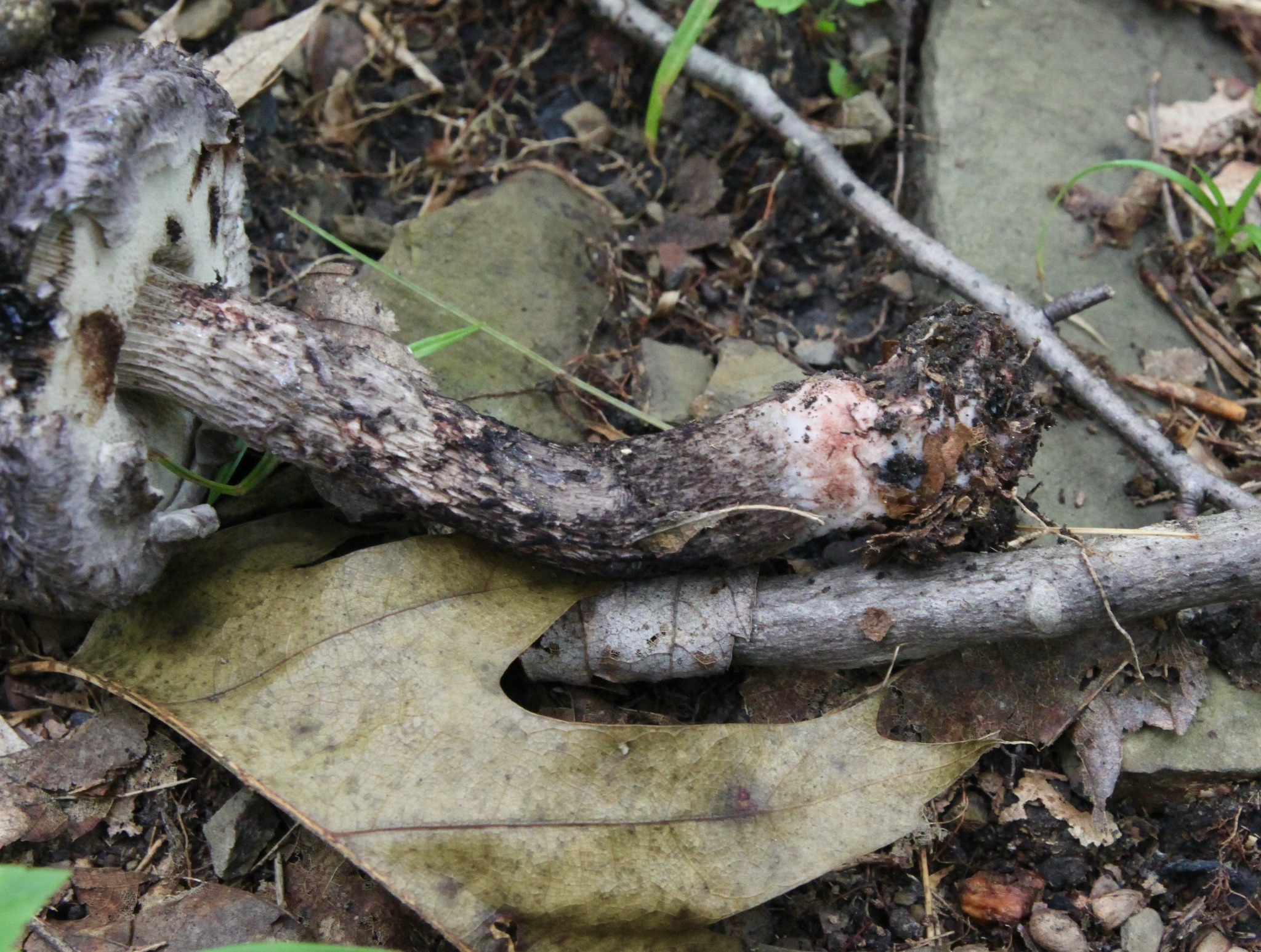
柄は上部に縦の網目、下部は鱗片状

## 食用
オニイグチと同様に可食とされ、わずかに樹脂のような匂いをもつものもある。柄は多少筋っぽく、傘のほうが舌触りが良く美味である。幼菌をバターで煮込むと美味しいと言われている。

## 似ているキノコ
傘の表面の様子がよく似ているキノコに、オニイグチ（Strobilomyces strobilaceus、イグチ科）やコオニイグチ（Strobilomyces seminudus、イグチ科）がある。オニイグチは、傘の径が3 - 12 cm、大きな黒褐色の鱗片で覆われ、柄の上部に壊れやすいツバが残る。コオニイグチは傘径が3 - 7 cmと比較的小さく、傘上面が綿毛状または圧着した暗褐色の小鱗片に被われてひび割れる。オニイグチモドキの傘を覆う鱗片は、ややかたい角状からトゲ状となる。

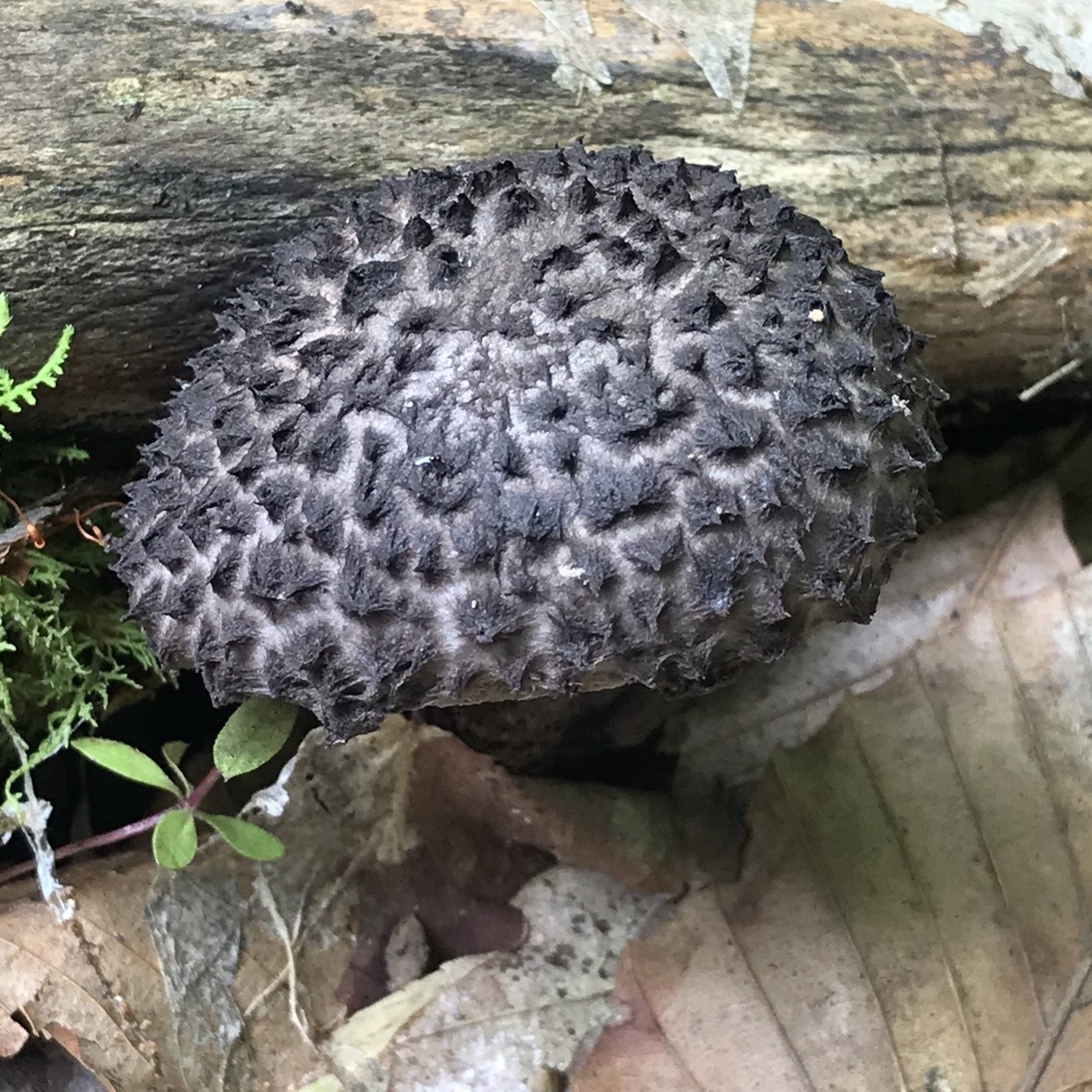
参考：オニイグチ（Strobilomyces strobilaceus）
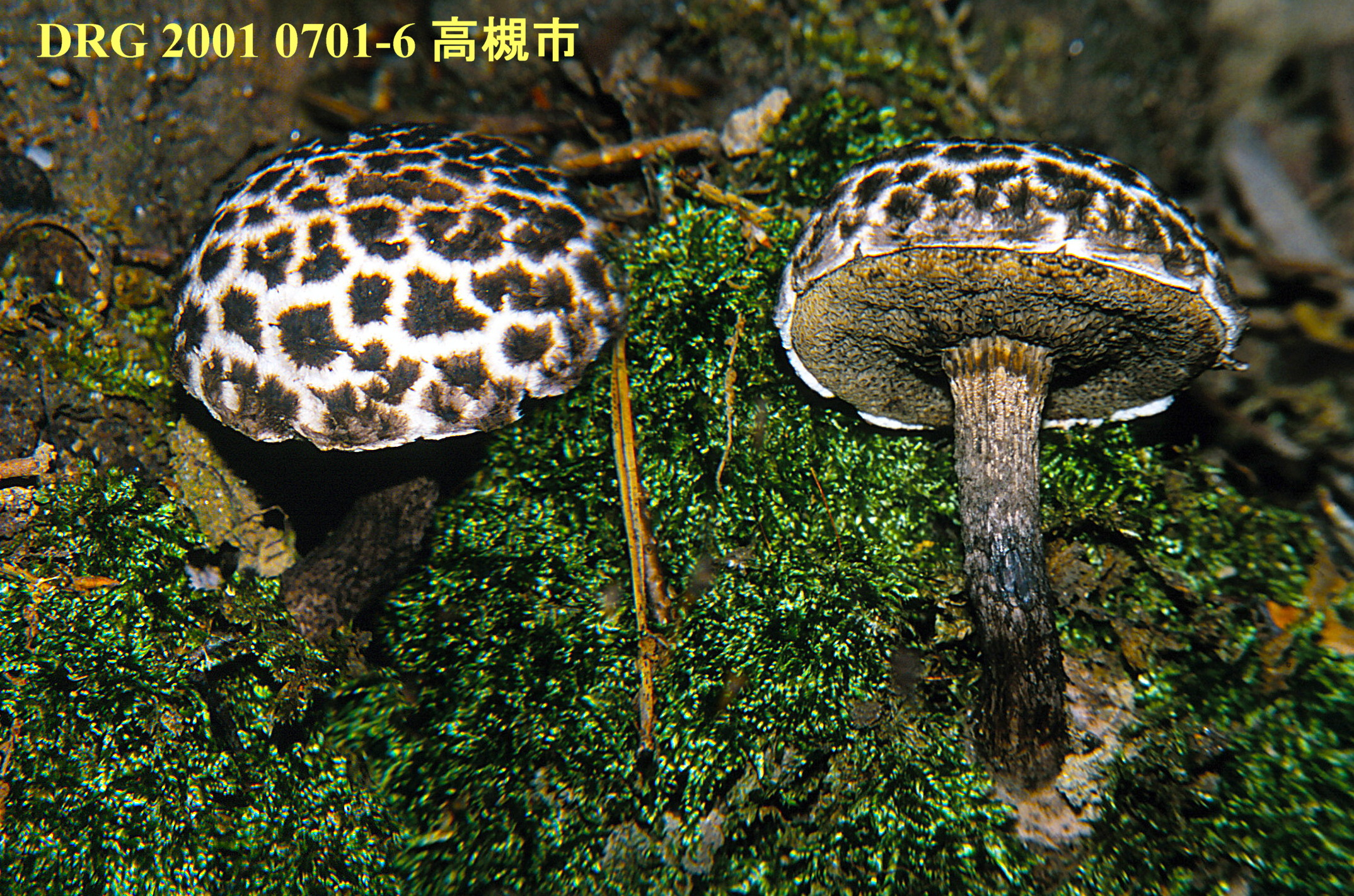
参考：コオニイグチ（Strobilomyces seminudus）